# Gallinero (Soria)
Gallinero es una localidad de la provincia de Soria, partido judicial de Soria, comunidad autónoma de Castilla y León, España. Pueblo de la comarca de Almarza que pertenece al municipio homónimo.

## Historia
El censo de Pecheros de 1528, en el que no se contaban eclesiásticos, hidalgos y nobles, registraba la existencia 100 pecheros, es decir unidades familiares que pagaban impuestos.
Lugar que durante la Edad Media perteneció a la Comunidad de Villa y Tierra de Soria formando parte del Sexmo de Tera.
A la caída del Antiguo Régimen la localidad se constituye en municipio constitucional, entonces conocido como Gallinero en la región de Castilla la Vieja, partido de Soria que en el censo de 1842 contaba con 144 hogares y 566 vecinos.
A finales del siglo XX desaparece el municipio porque se integra en Almarza.
El actual barrio de Lumbrerillas antiguamente (años 1270, 1401, 1677, etc) era llamado Lumbreras (1) y (2).
(1) Documentos del Arca-Archivo de Almarza y San Andrés (2002). Mª Pía Senent. Diputación Provincial de Soria. Colección Archivos Sorianos, n.º 5.
(2) La Mancomunidad de los 150 Pueblos de la Tierra de Soria (1998). Enrique Díaz y J. Antonio Martín de Marco. Diputación Provincial de Soria.

## Geografía humana

### Demografía
| Gráfica de evolución demográfica de Gallinero entre 1842 y 1960 |
| |
| Población de derecho según los censos de población del INE Población de hecho según los censos de población del INEEntre el censo de 1970 y el anterior, este municipio desaparece porque se integra en el municipio 42019 (Almarza) |

En el año 2000 contaba con 91 habitantes, concentrados en el núcleo principal y en el barrio de Lumbrerillas, pasando a 86 en 2014.
El barrio de Cerveriza se despobló hace años.

## Lugares de interés
- Iglesia de la Virgen del Rosario, de estilo gótico y con enterramientos y armas de la familia Vinuesa.
- Casa Gótica de los Vinuesa.
- Yacimiento de icnitas.
- Castro celtíbero, en el cerro de Castillejos, también en la dehesa. Abandonado en el S.VII a. C.
- Iglesia de San Miguel, ruinas del templo de Lumbrerillas
- Iglesia de Nuestra Señora de la Peña, restos del templo de Cerveriza

## Fiestas
- San Emeterio y San Celedonio, 3 de marzo, pero la fiesta se celebra el primer fin de semana de marzo.
- San Antonio y el Corpus, antes se celebraban por separado (San Antonio el 13 de junio), pero actualmente las han unificado y el sábado anterior al Corpus es la de San Antonio y el domingo la del Corpus (60 días después del día de la Pascua).
- Virgen del Rosario, se celebraba el 15 y 16 de septiembre, final de la recolección. En la actualidad es el tercer fin de semana de septiembre.